# Gliederung der Karpaten
Die Gliederung der Karpaten ist nicht einheitlich festgelegt. Während z. B. in der Slowakei eine flächendeckende, systematische Einteilung existiert, gibt es insbesondere für die Ukraine nur lückenhafte, teilweise auch widersprüchliche Angaben. Die Zugehörigkeit bestimmter Gebiete (Banater Gebirge, Transsilvanisches Becken, Serbische Karpaten) zu den Karpaten ist umstritten. Einige Begriffe – vor allem die Beskiden – werden in den betroffenen Ländern unterschiedlich gehandhabt.
Nicht zuletzt bei der Hauptgliederung gibt es in gängigen Werken deutliche Unterschiede zu der im folgenden vorgelegten. Eine verbreitete Einteilung setzt den Duklapass als Ostgrenze der Westkarpaten. Die dort beginnenden Waldkarpaten erstrecken sich bis zum Prislop-Pass. Die Ostkarpaten beginnen demnach erst hier und reichen über den nur 855 m hohen Oituz-Pass hinweg bis zum 1051 m hohen Predeal-Pass. Von dort bis an die Temesch-Cerna-Furche erheben sich die Südkarpaten oder Transsilvanischen Alpen.
Nach wieder anderen Einteilungen verlaufen die Grenzen der geomorphologischen Einheiten entlang der Staatsgrenzen, was meist nicht sinnvoll ist.

## Übersicht

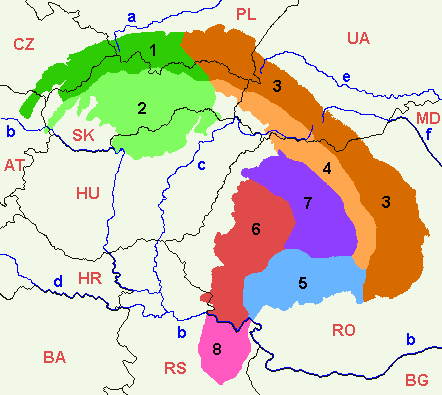
Gliederung der Karpaten
1. Äußere Westkarpaten,
2. Innere Westkarpaten,
3. Äußere Ostkarpaten,
4. Innere Ostkarpaten,
5. Südkarpaten,
6. Westrumänische Karpaten,
7. Transsilvanisches Becken,
8. Serbische Karpaten

Die vorliegende Einteilung ist hierarchisch in Provinzen, Subprovinzen und Gebiete gegliedert. Jeder Einheit ist eine Zahl zugeordnet, so dass die Lage dieser Einheit auf der Karte „Geomorphologische Gliederung der Karpaten“ nachvollzogen werden kann.
In Klammern sind teilweise deutsche Bezeichnungen angegeben, jedoch nur dann, wenn sie als historische oder geografische Begriffe existieren. Auf rein wörtliche Übersetzungen wurde verzichtet.
Bei geomorphologischen Einheiten, die auf dem Territorium mehrerer Staaten liegen, sind die Bezeichnungen in allen jeweiligen Landessprachen aufgeführt, jeweils durch Kommazeichen getrennt. Steht ein Pluszeichen (+) zwischen den Begriffen, bedeutet dies, dass diese Begriffe teilweise oder vollständig andere Untereinheiten kennzeichnen und nicht synonym zu verwenden sind.

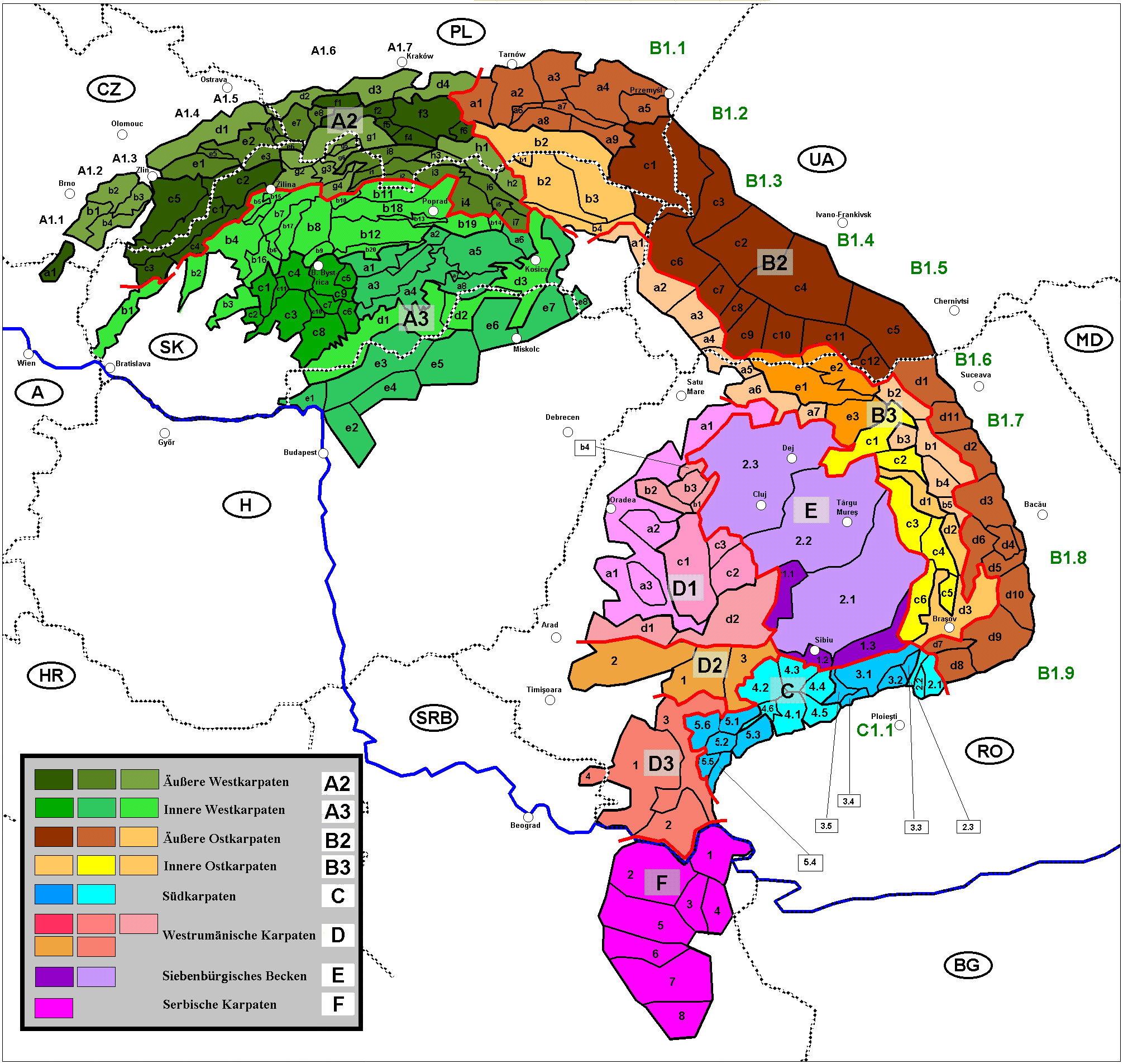
Geomorphologische Gliederung der Karpaten

## A:Westkarpaten(Provinz)

### A1:Äußere Karpatensenken(Subprovinz)
siehe Anhang

### A2: Äußere Westkarpaten (Subprovinz)

#### a) Südmährische Karpaten (CZ) / Österreichisch-Südmährische Karpaten (AT) (Gebiet)
Die Österreichisch-Südmährischen Karpaten CZ: Jihomoravské Karpaty:
- AT: Niederösterreichische Inselbergschwelle + CZ: Mikulovská vrchovina (Nikolsburger Bergland) → A2a1

#### b)Mittelmährische Karpaten(CZ) (Gebiet)
CZ: Středomoravské Karpaty
- Ždánický les (Steinitzer Wald) → A2b1
- Litenčická pahorkatina (Litentschitzer Berge) → A2b2
- Chřiby (Marsgebirge) → A2b3
- Kyjovská pahorkatina → A2b4

#### c) Slowakisch-Mährische Karpaten (CZ/SK) (Gebiet)
CZ/SK: Slovensko-moravské Karpaty
- CZ: Bílé Karpaty, SK: Biele Karpaty (Weiße Karpaten) → A2c1
- CZ/SK: Javorníky (Javorník-Gebirge) → A2c2
- SK: Myjavská pahorkatina → A2c3
- SK: Považské podolie → A2c4
- CZ: Vizovická vrchovina (Wisowitzer Bergland) → A2c5

#### d) Vorgebirge der Westbeskiden (CZ / PL) (Gebiet)
CZ: Západobeskydské podhůří, PL: Pogórze Zachodniobeskidzkie
- CZ: Podbeskydská pahorkatina, PL: Pogórze Morawsko-Śląskie → A2d1
- PL: Pogórze Śląskie → A2d2
- PL: Pogórze Wielickie → A2d3
- PL: Pogórze Wiśnickie → A2d4

#### e) Westbeskiden (CZ / SK / PL) (Gebiet)
CZ: Západní Beskydy, SK: Západné Beskydy, PL: Beskidy Zachodnie
- CZ: Hostínsko-vsetínská hornatina → A2e1
- CZ: Moravskoslezské Beskydy, SK: Moravsko-sliezske Beskydy (Mährisch-Schlesische Beskiden) → A2e2
- SK: Turzovská vrchovina → A2e3
- CZ: Jablunkovská brázda → A2e4
- CZ: Rožnovská brázda → A2e5
- SK: Jablunkovské medzihorie, CZ: Jablunkovské mezihoří → A2e6
- PL: Beskid Śląski, CZ: Slezské Beskydy (Schlesische Beskiden) → A2e7
- PL: Kotlina Żywiecka → A2e8

#### f) (Fortsetzung) (Polnische) Westbeskiden (PL)
PL: Beskidy Zachodnie
- Beskid Mały (Kleine Beskiden) → A2f1
- Beskid Makowski → A2f2
- Beskid Wyspowy (Inselbeskiden) → A2f3
- Gorce → A2f4
- Kotlina Rabczańska → A2f5
- Kotlina Sądecka → A2f6

#### g) Mittlere Beskiden (SK) / (Fortsetzung) (Polnische) Westbeskiden (PL) (Gebiet)
SK: Stredné Beskydy, PL: Beskidy Zachodnie
SK: Kysucké Beskydy + Oravské Beskydy + PL: Beskid Żywiecki (Saybuscher Beskiden) → A2g1
- SK: Kysucká vrchovina → A2g2
- SK: Oravská Magura → A2g3
- SK: Oravská vrchovina → A2g4
- SK: Podbeskydská brázda → A2g5
- SK: Podbeskydská vrchovina → A2g6

#### h) Ostbeskiden (SK) / (Fortsetzung) (Polnische) Westbeskiden (PL) (Gebiet)
SK: Východné Beskydy, PL: Beskidy Zachodnie
- PL: Beskid Sądecki (Sandezer Beskiden) + SK: Ľubovnianska vrchovina → A2h1
- SK: Čergov, PL: Góry Czerchowskie → A2h2
- SK/PL: Pieniny (teilweise als Teil des Podhale-Magura-Gebiets betrachtet) → A2h3

#### i) Podhale-Magura-Gebiet (SK) /Orava-Podhale-Senke (PL) (Gebiet)
SK: Podhôľno-magurská oblasť, PL: Onizenie Orawsko-Podhalańskie
- SK: Skorušinské vrchy + PL: Pogórze Spisko-Gubałowskie, westl. Teil → A2i1
- SK: Podtatranská brázda, PL: Rów Podtatrzański → A2i2
- SK: Spišská Magura (Zipser Magura) + PL: Pogórze Spisko-Gubałowskie, östl. Teil → A2i3
- SK: Levočské vrchy (Leutschauer Berge)→ A2i4
- SK: Bachureň → A2i5
- SK: Spišsko-šarišské medzihorie → A2i6
- SK: Šarišská vrchovina (Scharoscher Bergland) → A2i7
- SK: Oravská kotlina + PL: Kotlina Orawsko-Nowotarska → A2i8

### A3: Innere Westkarpaten (Subprovinz)

#### a)Slowakisches Erzgebirge(SK, HU) (Gebiet)
SK: Slovenské rudohorie, HU: Szlovák Érchegység
- SK: Veporské vrchy → A3a1
- SK: Spišsko-gemerský kras → A3a2
- SK: Stolické vrchy → A3a3
- SK: Revúcka vrchovina → A3a4
- SK: Volovské vrchy → A3a5
- SK: Čierna hora → A3a6
- SK: Rožňavská kotlina → A3a7
- SK: Slovenský kras (Slowakischer Karst) + HU: Észak-Borsodi karszt A3a8

#### b) Fatra-Tatra-Gebiet (SK/PL/AT)
Das Tatra-Fatra-Gebiet und das Podhale-Magura-Gebiet werden in einigen nicht-geomorphologischen Systemen – manchmal zusammen mit Vtáčnik, Kremnické vrchy, Pohronský Inovec und Teilen des Považské podolie – als „Mittlere Westkarpaten“ bezeichnet.
SK: Fatransko-tatranská oblasť
- SK: Malé Karpaty (Kleine Karpaten) + AT: Hainburger Berge/Hundsheimer Berge → A3b1
- SK: Považský Inovec (Waag-Inowetz) → A3b2
- SK: Tríbeč → A3b3
- SK: Strážovské vrchy → A3b4
- SK: Súľovské vrchy → A3b5
- SK: Žiar → A3b6
- SK: Malá Fatra (Kleine Fatra) → A3b7
- SK: Veľká Fatra (Große Fatra) → A3b8
- SK: Starohorské vrchy → A3b9
- SK: Chočské vrchy → A3b10
- SK/PL: Tatry (Tatra) → A3b11
- SK: Nízke Tatry (Niedere Tatra) → A3b12
- SK: Kozie chrbty → A3b13
- SK: Branisko → A3b14
- SK: Žilinská kotlina (Silleiner Becken) → A3b15
- SK: Hornonitrianska kotlina → A3b16
- SK: Turčianska kotlina (Turzbecken) → A3b17
- SK: Podtatranská kotlina → A3b18
- SK: Hornádska kotlina → A3b19
- SK: Horehronské podolie → A3b20

#### c)Slowakisches Mittelgebirge(SK) (Gebiet)
SK: Slovenské stredohorie
- Vtáčnik (Vogelgebirge) → A3c1
- Pohronský Inovec → A3c2
- Štiavnické vrchy (Schemnitzer Berge) → A3c3
- Kremnické vrchy (Kremnitzer Berge) → A3c4
- Poľana → A3c5
- Ostrôžky → A3c6
- Javorie → A3c7
- Krupinská planina → A3c8
- Zvolenská kotlina → A3c9
- Pliešovská kotlina → A3c10
- Žiarska kotlina → A3c11

#### d) Lučenec-Košice-Senke (SK/HU) (Gebiet)
SK: Lučensko-košická zníženina
- SK: Juhoslovenská kotlina + HU: Középsö-Ipoly-medence + HU: Borsodi-dombság → A3d1
- SK: Bodvianska pahorkatina → A3d2
- SK: Košická kotlina + HU: Hernádvölgy-medence → A3d3

#### e)Mátra-Slanec-Gebiet/Nordungarische Mittelgebirge(SK/HU) (Gebiet)
SK: Matransko-slanská oblasť, HU: Északi-középhegység
- HU: Börzsöny-hegység + SK: Burda → A3e1
- HU: Gödöllő dombság → A3e2
- SK: Cerová vrchovina + HU: Cserhát-hegység → A3e3
- HU: Mátra hegység → A3e4
- HU: Bükk-hegység → A3e5
- HU: Csereháti dombság → A3e6
- SK: Slanské vrchy + HU: Zempléni-hegység → A3e7
- SK: Zemplínske vrchy → A3e8 (zusammen mit Slanské vrchy Tokajer Gebirge)

## B:Ostkarpaten(Provinz)
In der Ukraine wird als „Ostkarpaten“ der Abschnitt auf dem eigenen Territorium sowie in Rumänien nördlich des Prislop-Passes bezeichnet, in Rumänien dagegen der Karpatenbogen vom Predeal-Pass nach Norden bis zum Prislop-Pass oder bis zur ukrainischen Staatsgrenze. In Rumänien wird für die auf dem eigenen Staatsgebiet liegenden Ostkarpaten – anders als in der hier aufgeführten horizontalen – eine vertikale Einteilung bevorzugt:
- Carpații Maramureșului și Bucovinei,
- Carpații Moldo-Transilvani,
- Carpații de Curbură.

### B1: Äußere Karpatensenken (Subprovinz)
siehe Anhang

### B2: Äußere Ostkarpaten (Subprovinz)

#### a) Vorgebirge der Mittleren Beskiden (PL)
Manchmal als Teil der Äußeren Westkarpaten betrachtet.
PL: Pogórze Środkowobeskidzkie
- Pogórze Rożnowskie → B2a1
- Pogórze Ciężkowickie → B2a2
- Pogórze Strzyżowskie → B2a3
- Pogórze Dynowskie → B2a4
- Pogórze Przemyskie → B2a5
- Obniżenie Gorlickie → B2a6
- Kotlina Jasielsko-Krośnieńska → B2a7
- Pogórze Jasielskie → B2a8
- Pogórze Bukowskie → B2a9

#### b)Niedere Beskiden(SK) / Mittelbeskiden (PL) (Gebiet)

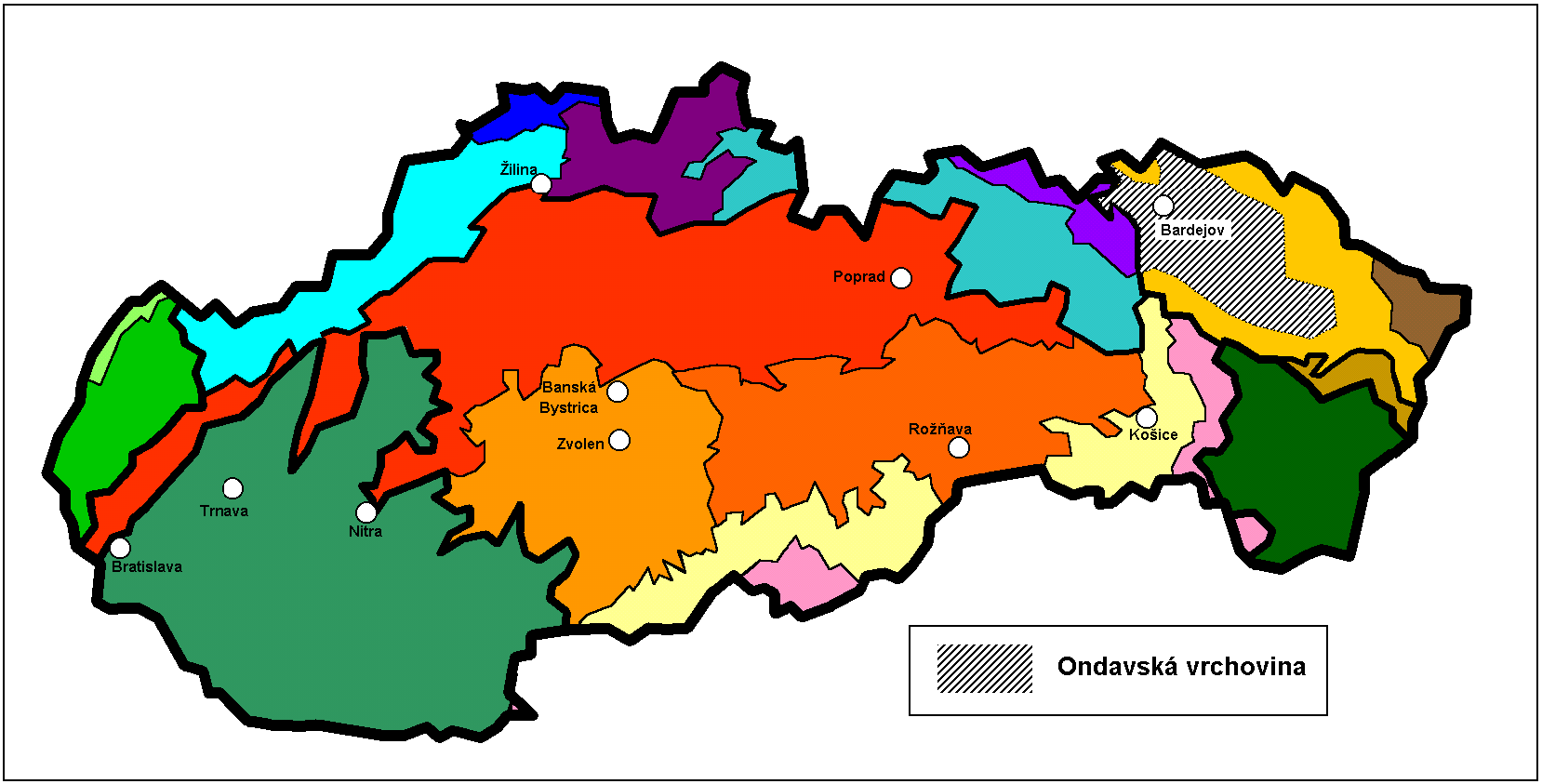
Ondauer Bergland (Ondavská vrchovina)

SK: Nízke Beskydy, PL: Beskidy Środkowe
- SK: Busov → B2b1
- PL: Beskid Niski (Polnische Niederen Beskiden) → B2b2 (nördlicher Teil)
- SK: Ondauer Bergland (Ondavská vrchovina) → B2b2 (südlicher Teil)
- SK: Labortzer Bergland (Laborecká vrchovina) → B2b3
- SK: Südbeskidische Vorgebirge (Beskydské južné predhorie) → B2b4

#### c) Ostbeskiden (PL) / Ukrainische Karpaten (UA) (Gebiet)
PL: Beskidy Wschodnie, SK: Poloniny, UA: Ukrajinski Karpaty
Waldbeskiden (PL: Beskidy Lesiste + UA: Lisystyj Beskydy)
- PL: Bieszczady + Sanok-Turkaer Gebirge (in der Ukraine z. T. bezeichnet als Mittlere Beskiden) + SK: Bukovské vrchy + UA: Westliche Beskiden → B2c1
- UA: Skoler Beskiden, auch Wysoki Beskydy; Teil der (Ukrainischen) Ostbeskiden (Schidni Beskydy) → B2c2
- UA: Hochdnister-Beskiden, Teil der (Ukrainischen) Ostbeskiden (Schidni Beskydy) → B2c3
- UA: Gorgany → B2c4
- UA: Pokuzko-Bukowinski Karpaty → B2c5

Polonina-Kamm (UA: Polonynskyj chrebet):
- Polonyna Riwna → B2c6
- Polonyna Borschawa → B2c7
- Polonyna Kuk → B2c8
- Polonyna Krasna → B2c9
- Swydiwez → B2c10
- Tschornohora → B2c11
- Grynjawski Hory → B2c12

#### d) Moldau-Muntenische Karpaten (RO)
RO: Munții Carpați ai Moldo-Munteniei
- Obcinele Bucovinei (=Obcina Mare + Obcina Feredeului) → B2d1
- Munții Stânișoarei → B2d2
- Munții Tarcăului + Munții Gosmanului + Munții Berzunt → B2d3
- Depresiunea Comănești → B2d4
- Munții Nemira → B2d5
- Munții Ciucului, einschl. Munții Bodocului → B2d6
- Munții Bârsei (Burzengebirge) → B2d7
- Munții Ciucaș (Krähenstein) + Munții Grohotiș + Munții Baiului → B2d8
- Munții Buzăului (Bosauer Gebirge) → B2d9
- Munții Vrancei → B2d10
- Munții Giumalău-Rarău → B2d11

### B3: Innere Ostkarpaten (Subprovinz)

#### a) Vihorlat-Gutin-Gebiet (SK) / Vulkankamm (UA) (Gebiet)
SK: Vihorlatsko-Gutínska oblasť, UA: Wulkanitschnyj chrebet
- SK: Vihorlatské vrchy + UA: Wyhorlat → B3a1
- UA: Makowyzja → B3a2
- UA: Welikyj Dil → B3a3
- UA: Tupyj → B3a4
- RO: Munții Oașului + Depresiunea Oașului → B3a5
- RO: Munții Gutâiului → B3a6
- RO: Munții Țibleșului → B3a7

#### b) Bistrița-Gebirgsgruppe (RO)
RO: Munții Bistriței
- Munții Bistriței (= Masivul Pietrosul + Masivul Budacul + Masivul Ceahlău) → B3b1
- Obcina Mestecăniș → B3b2
- Depresiunea Dornei → B3b3
- Munții Giurgeului → B3b4
- Munții Hășmașu Mare → B3b5

#### c) Căliman-Harghita-Gebirgsgruppe (RO)
RO: Munții Căliman-Harghita
- Munții Bârgăului + Munții Suhardului → B3c1
- Munții Călimani → B3c2
- Munții Gurghiului → B3c3
- Munții Harghita → B3c4
- Munții Baraolt → B3c5
- Munții Perșani (Geisterwald) + Măgura Codlei → B3c6

#### d) Giurgeu-Brașov-Senke (RO)
RO: Depresiunea Giurgeu-Brașovului
- Depresiunea Giurgeului → B3d1
- Depresiunea Ciucului → B3d2
- Depresiunea Brașovului → B3d3

#### e) Maramuresch-Rodnaer-Gebiet
- Maramuresch-Senke, RO: Depresiunea Maramureșului, UA: Мармароська улоговина → B3e1
- Maramuresch-Gebirge, RO: Munții Maramureșului, UK: Мармароський масив → B3e2
- Rodnaer Gebirge, RO: Munții Rodnei, UK: Родна гори → B3e3

## C:Südkarpaten(RO) (Provinz)

### C1: Äußere Karpatensenken
siehe Anhang

### C2: Bucegi-Gebirgsgruppe
RO: Grupa Munții Bucegi
- Munții Bucegi → C2.1
- Munții Leaotă → C2.2
- Culoarul Rucăr-Bran → C2.3

### C3: Făgăraș-Gebirgsgruppe
RO: Grupa Munții Făgărașului
- Munții Făgărașului → C3.1
- Munții Iezer → C3.2
- Munții Piatra Craiului (Königsteingebirge) → C3.3
- Munții Cozia → C3.4
- Depresiunea Loviștei → C3.5

### C4: Parâng-Gebirgsgruppe
RO: Grupa Munții Parângului
- Munții Parângului + Munții Latoriței → C4.1
- Munții Șureanu/M. Sebeșului → C4.2
- Munții Cindrel/M. Cibinului (Zibinsgebirge) → C4.3
- Munții Lotrului → C4.4
- Munții Căpățânii → C4.5
- Depresiunea Petroșani → C4.6

### C5: Retezat-Godeanu-Gebirgsgruppe
RO: Grupa Munții Retezat-Godeanu
- Munții Retezat → C5.1
- Munții Godeanu → C5.2
- Munții Vâlcanului → C5.3
- Munții Mehendinți → C5.4
- Munții Cernei → C5.5
- Munții Țarcu → C5.6

## D:Westrumänische Karpaten(RO)
RO: Carpații Occidentali

### D1:Apuseni-Gebirge
a) Kreisch-Gebirgsgruppe (Munții Criș):
- Dealurile Crișene (einschl. Depresiunea Baia Mare, Dealurile Salajului (Silvaniei), Dealurile Crasnei, Depresiunea Vad-Borod, Depresiunea Beius, Depresiunea Zarandului) → D1a1
- Pădurea Craiului → D1a2
- Munții Codru-Moma → D1a3

b) Seș-Meseș-Gebirgsgruppe (Munții Seș-Meseșului):
- Munții Meseșului → D1b1
- Muntele Seș → D1b2
- Depresiunea Șimleu, teilweise als Teil des Transsilvanischen Plateaus (Podișul Someșan) angesehen → D1b3
- Munții Șimleu, teilweise als Teil des Transsilvanischen Plateaus (Podișul Someșan) angesehen → D1b4

c) Bihor-Massiv (Masivul Bihor):
- Munții Bihorului (einschl. Munții Vlădeasa und Găina) → D1c1
- Muntele Mare → D1c2
- Munții Gilăului → D1c3

d) Mureș-Gebirgsgruppe (Munții Mureșului):
- Munții Zarandului → D1d1
- Siebenbürgisches Erzgebirge (rumänisch: Munții Metaliferi), einschl. Trascău-Gebirge (rum. Munții Trascăului) → D1d2

### D2:Poiana-Ruscă-Gebirge
RO: Munții Poiana Ruscă
(teilweise betrachtet als Teil der Südkarpaten)
- Poiana Ruscă → D2.1
- Podișul Lipovei → D2.2
- Culoarul Orăștiei, einschl. Depresiunea Hațegului → D2.3

### D3:Banater Gebirge(RO, SRB)
RO: Munții Banatului
(teilweise betrachtet als Teil der Südkarpaten)
- Munții Banatului (im engeren Sinne, = Munții Semenic, Munții Locvei, Munții Aninei, Munții Dognecei) → D3.1
- Almăj-Gebirge → D3.2
- Culoarul Timiș-Cerna, einschl. Depresiunea Almăj → D3.3
- Vršačke Planine → D3.4

## E:Transsilvanisches Becken(RO)
Teilweise als den Karpaten nicht zugehörig betrachtet.
1: Transsilvanische Senken (RO: Depresiunea Transilvaniei)
- Depresiunea Mureș-Turda → E1.1
- Depresiunea Sibiului → E1.2
- Depresiunea Făgărașului → E1.3

2: Transsilvanisches Plateau (RO: Podișul Transilvaniei):
- Podișul Târnavelor (Kokel-Hochland), einschl. Podișul Hârtibaciului (Harbach-Hochland) und Podișul Secașelor (Zekesch-Hochland) → E2.1
- Câmpia Transilvaniei (oder Podișul Transivaniei) (Siebenbürgische Heide)→ E2.2
- Podișul Someșan (Somesch-Hochland) → E2.3

## F:Serbische Karpaten(SRB)
Serbisch: Karpatske planine. Teilweise als Teil der Südkarpaten, teilweise als den Karpaten nicht zugehörig betrachtet.
- Miroč planina → F1
- Homoljske planine → F2
- Veliki i Mali Krš → F3
- Deli Jovan → F4
- Beljanica planina → F5
- Kučajske planine → F6
- Rtanj planina → F7
- Ozren i Devica → F8

## Anhang: Äußere Karpatensenken
Die Äußeren Karpatensenken werden in der Regel als Teil der Karpatenabschnitte (West-, Ost- und Südkarpaten) behandelt. Da ihre exakte Unterteilung und Abgrenzung jedoch sehr widersprüchlich gehandhabt werden, ist hier lediglich eine Liste der Untereinheiten von West über Ost nach Süd angegeben:
- AT: Weinviertler Hügelland + CZ: Dyjsko-svratecký úval (Thaya-Schwarza-Senke) → A1.1
- CZ: Vyškovská brána (Wischauer Pforte) → A1.2
- CZ: Hornomoravský úval (Hohe Gesenk, Oberes Marchbecken) → A1.3
- CZ: Moravská brána (Mährische Pforte) → A1.4
- CZ: Ostravská pánev (Ostrauer Becken), PL: Kotlina Ostrawska A1.5
- PL: Kotlina Oświęcimska (Auschwitzer Tal) → A1.6
- PL: Brama Krakowska → A1.7
- PL: Kotlina Sandomierska + UA: Sansko-Dnistrowska riwnyna → B1.1
- UA: Werchnodnistrowska riwnyna → B1.2
- UA: Drohobytschka wysotschyna → B1.3
- UA: Pridnistrowska riwnyna → B1.4
- UA: Pokutska wysotschyna → B1.5
- UA: Bukowynska wysotschyna + RO: Podișul Sucevei → B1.6
- RO: Culoarul Moldova-Siret → B1.7
- RO: Subcarpații Moldovei → B1.8
- RO: Subcarpații Munteniei (Subcarpații de Curbură) → B1.9
- RO: Subcarpații Getici → C1.1